# Lijst van voetbalinterlands Angola - Tsjaad
Deze lijst van voetbalinterlands is een overzicht van alle officiële voetbalwedstrijden tussen de nationale teams van Angola en Tsjaad. De landen speelden tot op heden twee keer tegen elkaar. De eerste ontmoeting was een kwalificatiewedstrijd voor het Wereldkampioenschap voetbal 2006 op 12 oktober 2003 in Ndjamena. De returnwedstrijd in dezelfde kwalificatiereeks werd gespeeld in Luanda op 16 november 2003.

## Wedstrijden
| № | Plaats   | Datum            | Competitie           | Wedstrijd       | Uitslag |
| - | -------- | ---------------- | -------------------- | --------------- | ------- |
| 1 | Ndjamena | 12 oktober 2003  | WK 2006 kwalificatie | Tsjaad − Angola | 3 − 1   |
| 2 | Luanda   | 16 november 2003 | WK 2006 kwalificatie | Angola − Tsjaad | 2 − 0   |

## Samenvatting
| Competitie      | Totaal gespeeld | Winst Angola | Gelijk | Winst Tsjaad | Doelsaldo Angola – Tsjaad |
| --------------- | --------------- | ------------ | ------ | ------------ | ------------------------- |
| WK-kwalificatie | 2               | 1            | 0      | 1            | 3 − 3                     |
| Totaal          | 2               | 1            | 0      | 1            | 3 − 3                     |

Wedstrijden bepaald door strafschoppen worden, in lijn met de FIFA, als een gelijkspel gerekend.
FAF · A-internationals · Bondscoaches · Statistieken · Angolees vrouwenelftal · Olympisch elftal · Angola U21 · Angola U20 · Angola U19 · Angola U18 · Angola U17
1980 – 1989 · 
1990 – 1999 · 
2000 – 2009 · 
2010 – 2019 ·
2020 − 2029
WK 2006
1977 · 
1978 · 1979 · 
1980 · 
1981 · 
1982 · 
1983 · 
1984 · 
1985 · 
1986 · 
1987 · 
1988 · 
1989 · 
1990 · 
1991 · 
1992 · 
1993 · 
1994 · 
1995 · 
1996 · 
1997 · 
1998 · 
1999 · 
2000 · 
2001 · 
2002 · 
2003 · 
2004 · 
2005 · 
2006 · 
2007 · 
2008 · 
2009 · 
2010 · 
2011 · 
2012 · 
2013 · 
2014 ·
2015 ·
2016 ·
2017 ·
2018 ·
2019 ·
2020 ·
2021 ·
2022 ·
2023 ·
2024
Algerije ·
Argentinië ·
Bahrein ·
Benin ·
Botswana ·
Burkina Faso ·
Burundi ·
Centraal-Afrikaanse Republiek ·
Comoren ·
Congo-Brazzaville ·
Congo-Kinshasa ·
Cuba ·
Egypte ·
Equatoriaal-Guinea ·
Eritrea ·
Estland ·
Ethiopië ·
Gabon ·
Gambia ·
Ghana ·
Guinee ·
Guinee-Bissau ·
Iran ·
Ivoorkust ·
Japan ·
Kaapverdië ·
Kameroen ·
Kenia ·
Lesotho ·
Letland ·
Liberia ·
Libië ·
Madagaskar ·
Malawi ·
Mali ·
Malta ·
Marokko ·
Mauritanië ·
Mauritius ·
Mexico ·
Mozambique ·
Namibië ·
Niger ·
Nigeria ·
Noord-Macedonië ·
Oeganda ·
Portugal ·
Rwanda ·
Sao Tomé en Principe ·
Saoedi-Arabië ·
Senegal ·
Seychellen ·
Sierra Leone ·
Soedan ·
Swaziland ·
Tanzania ·
Togo ·
Tsjaad ·
Tunesië ·
Turkije ·
Uruguay ·
Venezuela ·
Verenigde Arabische Emiraten ·
Zaïre ·
Zambia ·
Zimbabwe ·
Zuid-Afrika ·
Zuid-Korea
Iran (2006) ·
Mexico (2006) ·
Portugal (2006)
FTF · Tsjadisch vrouwenelftal
Interlands
Tegenstander:
Algerije ·
Angola ·
Bahrein ·
Benin ·
Botswana ·
Centraal-Afrikaanse Republiek ·
Comoren ·
Congo-Brazzaville ·
Congo-Kinshasa ·
Egypte ·
Equatoriaal-Guinea ·
Ethiopië ·
Gabon ·
Gambia ·
Ghana ·
Guinee ·
Ivoorkust ·
Jemen ·
Jordanië ·
Kameroen ·
Liberia ·
Libië ·
Madagaskar ·
Malawi ·
Mali ·
Mauritius ·
Namibië ·
Niger ·
Nigeria ·
Oeganda ·
Sao Tomé en Principe ·
Sierra Leone ·
Soedan ·
Tanzania ·
Togo ·
Tunesië ·
Zambia ·
Zuid-Afrika